# Sit campestre
El sit campestre (Spizella pusilla) és una espècie d'ocell de la família dels passerèl·lids. Es reprodueixen en l'orient d'Amèrica del Nord, i les poblacions del nord migren a l'hivern al sud dels Estats Units i a Mèxic.

## Descripció
És un ocells d'entre 13 i 15 cm de longitud. El plomatge és marró vermellós a les parts dorsals, llistat amb negre i dues barres clares a cada ala. A la corona vermellosa hi ha algun ratllat més fosc amb prou feines visible de prop. Les parts ventrals són gris clar, la gola blanquinosa i als flancs del pit hi pot haver alguns matisos vermellosos. Es distingeix pel seu bec rosa brillant i la manca de contrast a la cara, que és gairebé uniformement gris; sobresortint l'anell ocular blanc, una línia postocular vermellosa i un esbós marró vermellós a la zona auricular.

## Distribució i hàbitat
En època reproductiva, es distribueixen en camps semioberts amb abundants matolls i en pastures del sud-est del Canadà i l'est dels Estats Units. Les poblacions del nord migren a l'hivern al sud dels Estats Units i al nord-est de Mèxic. Les poblacions del sud són residents.

## Cria
El niu és una copa oberta a terra sota un gruix d'herba o en un petit matoll. Sovint es reprodueixen més d'una vegada per temporada i cada vegada que construeixen un nou niu, ho fan cada vegada més i més alt del sòl a mesura que avança la temporada.

## Hàbits
Aquests ocells s'alimenten a terra o en vegetació baixa, menjant principalment insectes i llavors. Poden alimentar-se en petits grups fora de l'època de nidificació.
El mascle canta des d'una perxa froça alta, com un arbust o un pal de tanca, que indica la seva propietat del territori de nidificació. El cant és una sèrie de xiulets que acaben en un trinat.
El nombre d'aquest ocell es va expandir a mesura que els colons van netejar els boscos a l'est d'Amèrica del Nord, però pot haver disminuït en temps més recents. Malgrat això, és una espècie comuna amb una àmplia gamma i la Unió Internacional per a la Conservació de la Natura ha avaluat el seu estat de conservació com a "menor preocupació".